# Nahulingo
Nahulingo es un distrito localizado en el municipio de Sonsonate Centro del departamento de Sonsonate, El Salvador. De acuerdo al censo salvadoreño de 2024 tiene una población de 10 199 habitantes.
| Censo | Población | Cambio | Porcentaje |
| ----- | --------- | ------ | ---------- |
| 2007  | 10 417    | N/D    | N/D        |
| 2024  | 10 199    | -218   | -2.1%      |

Hasta el 30 de abril de 2024 fue un municipio, pero con la reorganización municipal aprobada en junio de 2023 pasó a ser un distrito del nuevo municipio de Sonsonate Centro.

## Historia

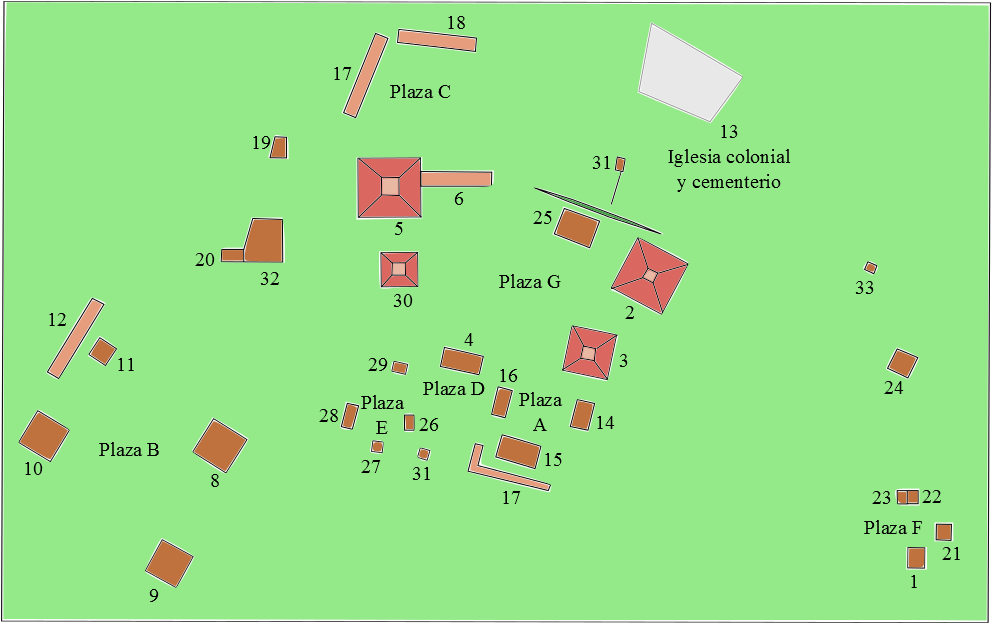
Estructuras del sitio arqueológico Tacuzcalco

La población de esta localidad es de origen pipil; y antes de la conquista era una de las dos mitades del altépetl de Tacuzcalco (estando ambas mitades separadas por el río Ceniza), siendo la otra mitad la población homónima (hoy en ruinas) en donde ocurriría la batalla homónima.
Durante la época colonial perteneció a la provincia de  los Izalcos (después llamada alcaldía mayor de Sonsonate) y en el año 1770 era pueblo anexo a la parroquia de Caluco. Entre 1821 y 1823, junto a toda la alcaldía mayor de Sonsonate, perteneció a la provincia de Guatemala, y en 1824 quedó incorporado al departamento de Sonsonate. Hacia 1859 se estimó su población en 495 habitantes.
En el 21 de marzo de 1901, la Asamblea Nacional Legislativa, a propuesta del Poder Ejecutivo, decretó la extinción de los pueblos de Sonzacate, San Antonio del Monte, y Nahulingo. La Municipalidad de Sonsonate recibió por inventario los archivos, mobiliario, cuentas y existencias en especies y dinero de los pueblos, que serían regidos y gobernados como barrios de la ciudad, y todas las propiedades de las municipalidades de los pueblos extinguidos pasaron a ser propiedad de la de Sonsonate. El decreto es aprobado por el presidente Tomás Regalado en el 23 de marzo y publicado en el Diario Oficial en el 28 de marzo. En el 28 de marzo de 1905, la Asamblea Nacional Legislativa emitió un decreto legislativo que erigió de nuevo en pueblos los barrios de San Antonio del Monte, Nahulingo y Sonzacate; la Municipalidad de Sonsonate entregó a las municipalidades respectivas el mobiliario, archivo y documentos correspondientes. El decreto fue sancionado por el presidente Pedro José Escalón el mismo día 28 de marzo.
En 2004 se le concedió el título de Villa.

## Información general
El área del distrito es de 35,42 km² y la cabecera tiene una altitud de 210 m s. n. m. La palabra Nahulingo es un  topónimo náhuat significa «Lugar de los cuatro movimientos». La zona dispone de industria azucarera, frutícola y productos lácteos; asimismo posee yacimientos de cal. Las fiestas patronales se celebran en honor del Santiago Apóstol, en el mes de julio. La localidad dispone de los balnearios El Yanqui y el Pescadito de Oro. También existe el Museo Arqueológico Etnográfico de Nahulingo (MAEN) alojado en una antigua cárcel municipal, este está dividido en cinco salas, donde se observan desde fotografías y documentos históricos, cuenta también con piezas arqueológicas que datan desde el año 1,200 a. C. hasta el año 900 d. C., así como objetos de la época colonial, procedentes del área urbana y rural del distrito. Todas estas piezas prestadas o donadas ya están registradas e inventariadas por la Dirección Nacional de Museos de CONCULTURA.

## Divisiones Administrativas

### Zona rural de Nahulingo
Para su administración el distrito en la zona rural se divide en 4 cantones y estos a su vez se dividen en 33 caseríos. Cuenta con los siguientes cantones:
- Alemán
- Conacaste Herrado
- El Guayabo
- Piedra de Moler